# Loïc Le Groumellec
Loïc Le Groumellec, né le 17 mai 1957 à Vannes, est un peintre et graveur français.

## Biographie
Né le 17 mai 1957 à Vannes, Loïc Le Groumellec étudie à l'École des Beaux-Arts de Rennes de 1975 à 1980. Il vit et travaille à Paris.

## Expositions

### Collectives
- 1982, En Garde, Rennes[2]

### Personnelles
- 1983, Yvon Lambert, Paris[2]
- 1995, 1998, galerie Karsten Greve, Paris[2]
- 2008, 2010, Daniel Templon, Paris[2]
- 2015, La Cohue, Vannes[2]